# Santa Cecília de Voltregà (kommun)
Santa Cecília de Voltregà är en kommun i Spanien.   Den ligger i provinsen Província de Barcelona och regionen Katalonien, i den östra delen av landet, 500 km öster om huvudstaden Madrid. Antalet invånare är 178. Arean är 8,6 kvadratkilometer. Santa Cecília de Voltregà gränsar till Les Masies de Voltregà, Gurb, Sant Bartomeu del Grau och Sobremunt. 
Terrängen i Santa Cecília de Voltregà är kuperad västerut, men österut är den platt.